# بیتلز ۸۷۴۹
سیارک ۸۷۴۹ (به انگلیسی: 8749 Beatles، نامگذاری:1998GJ10) هشت هزار و هفتصد و چهل و نهمین سیارک کشف شده‌است که در ۳ آوریل ۱۹۹۸ کشف شد.
قدر مطلق سیارک برابر ۱۴٫۵۰ است.